# Aagaardbreen
Der Aagaardbreen (norwegisch) ist ein Gletscher im Westen der subantarktischen Bouvetinsel. Er fließt zwischen dem Keisarryggen und den Mosbytoppane in westlicher Richtung zur Esmarch-Küste, wo er am Selstranda in den Südatlantik mündet.
Wissenschaftler des Norwegischen Polarinstituts benannten ihn 1980. Namensgeber ist der norwegische Antarktis-Historiker Bjarne Aagaard (1873–1956).